# جاكسون مابوكواني
جاكسون مابوكواني (بالإنجليزية: Jackson Mabokgwane)‏ (مواليد 19 يناير 1988) هو لاعب كرة قدم جنوب أفريقي يلعب حاليًا لصالح نادي بيدفيست ويتس الجنوب أفريقي.

## روابط خارجية
- جاكسون مابوكواني على موقع قاعدة بيانات كرة القدم.إي يو (الإنجليزية)
- جاكسون مابوكواني على موقع ناشيونال فوتبول تيمز (الإنجليزية)
- جاكسون مابوكواني على موقع Soccerway.com (الإنجليزية)